# Archidiakonat
Archidiakonat (łac. archidiaconatus) – dawna jednostka administracyjna w Kościele katolickim, część diecezji zarządzana przez archidiakona. 

## Historia
Początkowo urząd archidiakona sprawował diakon lub prezbiter mianowany przez biskupa, delegowany przez niego do zadań ściśle administracyjnych. Archidiakon w imieniu biskupa zarządzał dobrami, nadzorował duchowieństwo oraz odpowiadał za opiekę nad ubogimi i chorymi. W okresie od IV do VIII w. archidiakon stał się oficjalnym zwierzchnikiem podległego mu duchowieństwa, uzyskując także kontrolę nad ich dyscypliną, w tym możliwość wydawania środków dyscyplinarnych. Miał też ważne zadanie egzaminowania kandydatów do kapłaństwa oraz prawo do wizytacji duszpasterskich, zwykle u duchowieństwa niższego szczebla.
Z czasem stawał się głównym doradcą biskupa, z zadaniem zachowania czystości wiary i dyscypliny oraz zarządzania majątkiem kościelnym. W przypadku zaniedbania biskupa miał on nawet prawo zająć się bezpośrednio ochroną interesów Kościoła. Dzięki tej ścisłej współpracy z biskupem stawał się jego oficjalnym przedstawicielem przy różnych okazjach, takich jak odwiedzanie chorych i więźniów, kształcenie duchowieństwa, administracja. Ordo Romanus z VIII wieku nazywa go vicarius episcopi in omnibus. 
Począwszy od X wieku biskupi zaczęli mianować więcej niż jednego archidiakona, a diecezję dzielić na jednostki niższego rzędu zwane archidiakonatami. W Polsce proces ten rozpoczął się w XII w. (diecezja krakowska). Przejmowanie przez biskupów obowiązków wykraczających poza zarząd diecezją doprowadziło do delegowania zwyczajnej władzy archidiakonom. Szczególnym ich zadaniem było wizytowanie parafii. Posiadali również władzą sądowniczą, najczęściej pierwszej instancji. Mieli prawo do zwoływania synodów w ramach archidiakonatu. Zwyczajowo przynależeli oni do gremium kapituł katedralnych w randze prałata, posiadali również odpowiednie prebendy. 
Na przełomie XII i XIII w. źródła podają o istnieniu archidiakonatów w diecezjach kamieńskiej, krakowskiej, włocławskiej i gnieźnieńskiej. W XVI w. archidiecezja gnieźnieńska liczyła 8 archidiakonatów, krakowska 5 (oraz 3 prepozytury), włocławska 3, poznańska 4, płocka 3, wrocławska 4 i kamieńska 7. 
Wraz z rozwojem sieci dekanalnej w diecezjach rola archidiakonów malała. Ograniczano ich kompetencje poprzez ustanawianie urzędu oficjała generalnego (sądowego) oraz wikariusza biskupiego ds. duszpasterskich (vicarius in spiritualibus), często sprawowanego przez jedną osobę. Po soborze trydenckim archidiakoni mogli wizytować parafie jedynie na polecenie biskupa. Urząd archidiakona nabrał charakteru honorowego, jakkolwiek w niektórych diecezjach w Polsce próbowano podtrzymać jego status. Upadek Rzeczypospolitej w XVIII wieku i związana z nim reorganizacja struktur kościelnych doprowadziła do zniesienia archidiakonatów. W niektórych kapitułach katedralnych tytuł archidiakona pozostał jako honorowy (np. kapituła katedralna warszawska). 